# Музей Тігранакерту
Музей Тігранакерту — археологічний музей, присвячений розкопкам стародавнього міста Тігранакерту. Музей розташований в реконструйованій будівлі фортеці 18 століття в Аскеранському районі Нагірно-Карабаської Республіки біля траси Мартуні — Мартакерт.
У трьох залах музею виставлені різноманітні артефакти, виявлені археологічною експедицією Академії Наук Вірменії, в ході розкопок на території Арцаського Тігранакерту. У музеї широко ілюстрований хід археологічних розкопок Тігранакерту, які ведуться з 2006 року. Так само предмети матеріальної культури, починаючи з 5-ого століття до н. е. і закінчуючи 17-м століттям.
За 5 місяців з дня відкриття музею, його відвідали 10 000 туристів, з них більшість — мешканці Нагірного Карабаху. Це в першу чергу свідчить про розвиток внутрішнього туризму. Серед іноземних туристів перерважають громадяни Аргентини, Канади, США, Данії та Нової Зеландії. В середньому за добу музей відвідують 100—120 туристів.